# Hôtel de ville de Cluj-Napoca

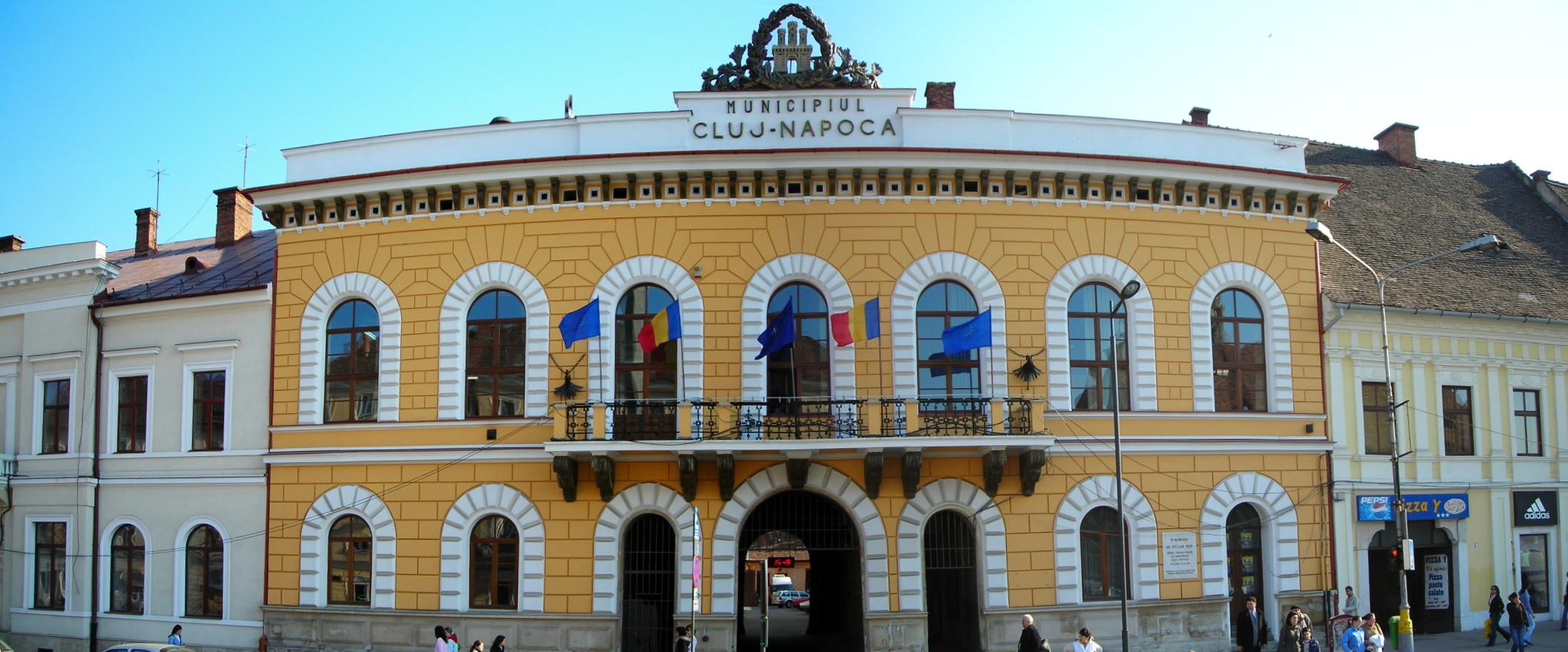
L'ancien hôtel de ville, 1 Place Unirii (1843-46)

L'hôtel de ville de Cluj-Napoca est le siège de l'administration locale de Cluj-Napoca, en Roumanie.

## Histoire et description
Construit à la fin du XIXe siècle d'après les plans de l'architecte Ignác Alpár, il dispose d'une façade baroque viennoise avec une tour de l'horloge sur le côté. Sur la tour était apposé le sceau du comté de Kolozs, dont la ville était le siège lorsqu'elle faisait partie de l'Autriche-Hongrie avant 1918. Le bâtiment a été érigé selon le plan de développement de la ville de 1798, par lequel chaque nouveau bâtiment a dû être approuvé par le conseil municipal. Le bâtiment a servi à plusieurs fins : politique, administrative et centre fiscal. Dans le même temps, les grandes salles ont accueilli des expositions d'artistes, et, au tournant du XXe siècle, les bals de la ville.
Le bâtiment est classé monument historique par le ministère de la Culture et du Patrimoine national.